# Piotr Serafin
Piotr Arkadiusz Serafin (ur. 12 stycznia 1974 w Sulęcinie) – polski prawnik i urzędnik państwowy. W latach 2008–2009 podsekretarz stanu w Urzędzie Komitetu Integracji Europejskiej, w 2010 podsekretarz stanu w Ministerstwie Spraw Zagranicznych, a w latach 2012–2014 sekretarz stanu w tym resorcie, w latach 2014–2019 szef gabinetu przewodniczącego Rady Europejskiej Donalda Tuska, od 2024 członek Komisji Europejskiej.

## Życiorys
Ukończył studia ekonomiczne w Szkole Głównej Handlowej oraz prawnicze na Uniwersytecie Warszawskim. Kształcił się również podyplomowo na University of Sussex w zakresie integracji europejskiej.
Od 1998 był urzędnikiem w Urzędzie Komitetu Integracji Europejskiej. W 2004 objął stanowisko dyrektora Departamentu Analiz i Strategii UKIE. Od 16 stycznia 2008 do 31 grudnia 2009 pełnił funkcję podsekretarza stanu w tym urzędzie. Po włączeniu UKIE w struktury Ministerstwa Spraw Zagranicznych 1 stycznia 2010 został powołany na podsekretarza stanu w MSZ. Odwołano go 18 lutego tego samego roku – został wówczas zastępcą szefa gabinetu Janusza Lewandowskiego, komisarza Unii Europejskiej ds. budżetu. 22 maja 2012 powrócił do resortu spraw zagranicznych w randze sekretarza stanu i jednocześnie pełnomocnika premiera ds. koordynacji udziału Prezesa Rady Ministrów w spotkaniach Rady Europejskiej (tzw. ministra ds. europejskich). Zakończył urzędowanie 24 września 2014. Po objęciu 1 grudnia tego samego roku przez Donalda Tuska stanowiska przewodniczącego Rady Europejskiej został szefem jego gabinetu. Pełnienie tej funkcji zakończył w listopadzie 2019. Od 2020 do 2023 był dyrektorem w Sekretariacie Generalnym Rady UE odpowiedzialnym za transport, telekomunikację i energię. 13 grudnia 2023 objął kierownictwo Stałego Przedstawicielstwa RP przy Unii Europejskiej w Brukseli w randze ministra pełnomocnego; funkcję tę sprawował do października 2024.
13 sierpnia 2024 został ogłoszony kandydatem na stanowisko komisarza w tworzonej wówczas Komisji Europejskiej. 16 sierpnia tego samego roku decyzja ta została zaakceptowana przez prezydenta RP Andrzeja Dudę. Po przejściu procedury nominacyjnej dołączył do nowej KE kierowanej przez Ursulę von der Leyen (z kadencją od 1 grudnia tego samego roku) jako komisarz ds. budżetu i administracji publicznej oraz zwalczania nadużyć finansowych.

## Życie prywatne
Piotr Serafin jest żonaty, ma dwie córki.

## Odznaczenia
- Krzyż Oficerski Orderu Odrodzenia Polski – 2014[9]
- Srebrny Krzyż Zasługi – 2005[10]
- Komandor Orderu Zasługi – Rumunia, 2020[11]